# Geckoella jeyporensis
Geckoella jeyporensis este o specie de șopârle din genul Geckoella, familia Gekkonidae, descrisă de Beddome 1878. Conform Catalogue of Life specia Geckoella jeyporensis nu are subspecii cunoscute.